# Edward Bullard
Edward Crisp Bullard (Norfolk, 21 de setembro de 1907 — Califórnia, 3 de abril de  1980 na ciência) foi um geofísico britânico.
Foi professor de geofísica na Universidade de Cambridge. Estudou o relevo  marinho e pesquisou a fonte do campo magnético terrestre.

## Prémios e honrarias
- 1953 - Medalha Hughes[2]
- 1957 - Medalha e Prémio Chree[3]
- 1965 - Medalha Alexander Agassiz[4]
- 1965 - Medalha de Ouro da Royal Astronomical Society[5]
- 1967 - Medalha Wollaston[6]
- 1968 - Prémio Vetlesen[7]
- 1975 - Medalha Real[8]
- 1975 - Medalha William Bowie[9]
- 1978 - Medalha Maurice Ewing[10]

## Obras
- "The history of the Earth's magnetic field at London 1570-1975" com Stuart Malin.